# Théorie des perturbations cosmologiques
Dans le contexte de la relativité générale, la théorie des perturbations cosmologiques est le cadre théorique permettant l'étude de l'évolution des différents types de perturbations des champs de matière (scalaire, vectorielle ou tensorielle) et leur couplage avec les perturbations de la métrique de l'espace ambiant. C'est dans ce cadre par exemple que sont effectuées les prédictions des modèles cosmologiques sur la structure statistique des anisotropies du fond diffus cosmologique.

## Introduction, motivation
Les équations d'Einstein de la relativité générale forment un système d'équations aux dérivées partielles couplées et hautement non linéaires pour lesquelles il est extrêmement difficile d'obtenir des solutions très générales. Toutefois, en présence de symétries comme c'est le cas par exemple lorsqu'on effectue une hypothèse d'homogénéité ou d'isotropie de l'espace, des familles de solutions exactes telles le modèle de Friedmann-Lemaître-Robertson-Walker (FLRW) peuvent être déterminées. Depuis les observations remarquables du satellite COBE on sait que l'univers est effectivement homogène et isotrope à très grande échelle avec une grande précision. L'utilisation de solutions mathématiquement simples est donc justifié d'un point de vue physique lorsqu'on s'intéresse à la structure globale de l'univers. 
Pour autant, aux échelles plus petites, l'univers n'est pas complètement homogène à cause de la présence de structures (superamas de galaxies, amas de galaxies, galaxies etc.). Il est donc essentiel pour avoir un modèle complet de l'univers d'être en mesure de rendre compte de l'existence de ces structures dans un modèle aussi simple et prédictif que possible. Malgré la difficulté mathématique intrinsèque de la relativité générale, comme ces structures correspondent à des variations de densité d'énergie infimes à l'échelle globale, elles peuvent être étudiées en les plaçant dans le cadre plus simple de la théorie des perturbations gravitationnelles linéarisées. Ceci signifie que la métrique réaliste de l'espace-temps tenant compte des variations petites du contenu en matière-énergie est mathématiquement décrite comme la somme d'une contribution principale décrivant la solution homogène et isotrope (appelée « métrique de fond ») et d'une contribution plus petite (la perturbation proprement dite) dont l'ordre de grandeur reflète celui des variations petites de la densité locale de matière-énergie. Les calculs sont alors en général effectués en ne prenant en compte que les termes linéaires en les différentes perturbations (métrique et contenu en matière-énergie).